# Zeugitana
Zeugitana, é uma região histórica no Norte da África, que estava na zona costeira do Mar Mediterrâneo, colonizada pelos fenícios no século VIII a.C., no atual Marrocos, Argélia e Tunísia, com as suas grandes cidades de Cartago, Hipona e Útica. Estabeleceu colónias na Península Ibérica, na Sardenha e na Sicília, que a colocou em conflito primeiro com os gregos e depois com Roma..

## História
A primeira menção conhecida do nome Zeugitana pertence a Plínio, o Velho. Muito provavelmente, vem do nome das montanhas locais - lat. Mons Ziguensis, que separava Zeugitana de Bizacena (parte sudeste do que é hoje a Tunísia). Uma grande parte de Zeugitana era constituída pelo vale fértil de Baghrady (atual Medjerda), que atraiu tanto nómadas vizinhos como imigrantes do exterior.
Os berberes eram a população mais antiga da região. No início do século XI a.C., ali surgem os fenícios, que fundam várias colónias no litoral, a maior das quais foi inicialmente Útica , e depois Cartago, que em poucos séculos espalhou seu poder por toda região - daí o seu nome grego de Karkhedonia (Καρχηδονία, ou seja, "região de Cartago").
Em 146 a.C., após a conclusão da Guerras Púnicas, é anexada a Roma. Em 285, a região sai da África Proconsular e é transformada numa província separada. A partir de 430 — como parte do Reino Africano dos Vândalos , em 533 — Belisário devolveu o território a Bizâncio.
No final do século VII Zeugitana foi capturado pelos árabes. O nome gradualmente caiu em desuso, permanecendo apenas no nome duma província (e da cidade de mesmo nome) Zaguã